# Chris Hooijkaas
Christoffel „Chris“ Hooijkaas (* 6. Januar 1861 in Rotterdam; † 15. Oktober 1926 ebenda) war ein niederländischer Segler.

## Erfolge

3 - 10 Tonnen-Klasse, Olympische Spiele 1900

Chris Hooijkaas, der für den Koninklijke Nederlandsche Zeil- en Roeivereeniging und für De Maas segelte, nahm an den Olympischen Spielen 1900 in Paris teil, wo er in drei Wettbewerben antrat. In der gemeinsamen Wettfahrt der offenen Klasse gelang ihm kein Zieldurchgang, während er in der Bootsklasse 3 bis 10 Tonnen zweimal die besten vier erreichte. Als Crewmitglied der Yacht Mascotte erreichte er in der ersten Wettfahrt hinter Henri Gilardoni mit der Fémur den zweiten Platz, bei der zweiten Wettfahrt wurde er Vierter. Neben Hooijkaas gehörte noch Arie van der Velden zur Crew, Skipper der Mascotte war Henri Smulders.